# Oblast autonome des Komis-Zyriènes
L'Oblast autonome des Komis-Zyriènes fut créé le 22 août 1922. Il devient la République socialiste soviétique autonome des Komis le 5 décembre 1936.

## Histoire
Avant la révolution d'octobre 1917, le territoire de l'actuelle République Komi fait partie des ouïezds Ust-Sysolsky et Yarensky du gouvernement de Vologda, des uyezds Pechora et Mezen du gouvernement d'Arkhangelsk et de l'uyezd Orlovsky du gouvernement de Viatka. Dans la littérature scientifique, il reçoit le nom conventionnel de la région de Komi.
Sur la base du décret du Conseil des commissaires du peuple du 27 janvier 1918, les comtés du nord-est décident en juillet 1918 de séparer les territoires de Veliko Ustyug du gouvernement de Vologda, des comtés de Nikolsky, Solvychegodsky, Ust-Sysolsky et Yarensky et de former la province de Dvina du Nord avec le centre dans la ville de Veliky Ustyug.
Dans les premières années post-révolutionnaires, la division administrative en comtés et volosts est restée la même. Il n'y a qu'une redistribution des territoires individuels entre les provinces. Ainsi, afin de mieux organiser la gestion des opérations militaires du front nord, en novembre 1918, les volosts de Shchugorsk, Savinoborsk et Troitsko-Pechora sont transférés du district d'Ust-Sysolsky de la province de Dvina du Nord au district de Cherdyn du Gouvernement de Perm. Après la fin de la guerre civile dans la région de Komi, la question de la construction de l'État-nation s'est posée. En mai 1920, la nécessité de former l'unité administrative-territoriale Komi est reconnue par la Commission administrative sous le Présidium du Comité exécutif central panrusse de la RSFSR ; Le 5 mai 1921, la décision du Comité exécutif central panrusse sur une telle attribution est prise.
Le 22 août 1921, la région autonome de Komi (Zyryan) est formée à partir des parties orientales des provinces d'Arkhangelsk et de la Dvina du Nord. Syktyvkar, devient son centre administratif. La région comprend :
- de la province de Dvina du Nord - district d'Ust-Sysolsky dans son ensemble, 21 volosts du district de Yarensky, à l'exception de 5 volosts occidentaux habités par des Russes, et la ville de Yarensk ;
- de la province d'Arkhangelsk - le district de Pechora avec la toundra Bolshezemelskaya jusqu'à l'océan Arctique, à l'exception des volosts Pustozerskaya et Ust-Tsilemskaya et de la toundra Timan, ainsi que du volost Pysskaya avec le village de Latyuga de l'Oust-Vashsky district de la province d'Arkhangelsk.

Au lieu de six districts, six comtés sont créés - Priluzsky, Sysolsky, Ust-Vymsky, Udorsky, Ust-Kulomsky et Izhmo-Pechorsky. Le 6 février 1922, le volost de Pyssky est restitué au district de Mezensky de la province d'Arkhangelsk.
Le 25 mars 1922, le comité exécutif régional décide de liquider les comtés de Priluzsky (fusionné avec Sysolsky) et Udora (fusionné avec Ust-Vymsky). Cette décision de diviser la région en 4 comtés - Ust-Sysolsky, Ust-Vymsky, Ust-Kulomsky et Izhmo-Pechorsky - est inscrite dans le décret du Comité exécutif central panrusse de la RSFSR du 2 mai 1922. De plus, les volosts Troitsko-Pechora, Savinoborskaya et Shchugorskaya sont renvoyés dans la région depuis le district Cherdynsky de la province de Perm.
En 1926, le district Ust-Sysolsky est rebaptisé Sysolsky.
En 1929, la région de Komi comprend le volost de Sludsky du district d'Orlovsky de la province de Vyatka, le volost d'Ust-Tsilma (Ust-Tsilma) et le conseil du village d'Ermitsky du volost de Pustozersky du district de Pechora de la province d'Arkhangelsk. Le Territoire du Nord est formé à partir du 1er octobre 1929, qui comprend la région autonome de Komi. En juillet de la même année, l'extrême nord de la région devient une partie du Nenets National Okrug du Territoire du Nord. Le 26 mars 1930, Ust-Sysolsk est rebaptisé Syktyvkar.
Au 1er octobre 1931, il y a quatre districts :
- District d'Izhmo-Pechorsky (Izhemsky) ;
- District de Priluzsky (Luzsky) ;
- Quartier Storozhevsky ;
- District de Sysolsky (Vizingsky).

En mars 1932, dans la région autonome de Komi (Zyryansk) du Territoire du Nord, le district d'Usinsky est formé avec le centre dans le village d'Ust-Usa.
En 1936, le Pechora Okrug est formé dans la partie nord de la région, qui est liquidée cinq ans plus tard. Le 5 décembre 1936, selon la nouvelle Constitution de l'URSS, le Komi (Zyryan) est transformé en république socialiste soviétique autonome, qui se retire du Territoire du Nord et devient directement subordonné à la RSFSR.

## Population
En 1926, 207 300 personnes vivent dans la région. La densité de population est de 0,5 par km2.
En 1931, 251 200 personnes vivent dans la région. La densité de population est de 0,7 par km2. Composition nationale : Komi (Zyryans) - 92,3 %, Russes - 6,6 %, Samoyèdes - 1 %.